# Valgelon-La Rochette

Valgelon-La Rochette est la commune nouvelle issue de la fusion des communes de La Rochette et d’Étable le 1er janvier 2019 (arrêté préfectoral du 20 décembre 2018).
Au pied de la chaîne de Belledonne, entre Chambéry, Albertville et Grenoble, Valgelon-La Rochette est une commune qui présente de nombreux atouts contribuant à préserver son dynamisme historique. 
Proche du Grésivaudan, la commune a un positionnement stratégique, à proximité des stations de ski alpines les plus renommées (Val d’Isère, Tignes, Val-Thorens, Les Arcs, La Plagne, Courchevel et les 3 Vallées, les Sybelles).

## Géographie

### Situation et description
Située en Savoie, aux confins de la chaîne de Belledonne, La Rochette est un ancien chef-lieu de canton qui jouit, de par sa position, d’une proximité avec l’Isère (à 8 km de Pontcharra). Porte de la Savoie, elle se trouve à environ 30 km de Chambéry, et 40 de Grenoble et d’Albertville. Elle est également très proche des vallées de Maurienne, de Tarentaise et des stations de ski du Collet d’Allevard et des 7 Laux.

### Communes limitrophes
La Rochette est entourée de 14 villages de l’ancien canton de La Rochette dont elle était le chef-lieu. Le canton était symbolisé par les tours de Montmayeur qui surplombent la commune de Villard-Sallet. Le Gelon, torrent descendant de la chaîne des Hurtières, puis rivière, traverse le bourg et est rejoint par le Joudron avant de ressortir au nord-est en direction de Chamoux-sur-Gelon. Le Gelon était nommé « rivière de La Rochette » sur la carte de Cassini. 
Depuis 2015, le canton a fusionné avec 3 autres cantons et intégré la Communauté de communes Cœur de Savoie.

## Urbanisme

### Typologie
Au 1er janvier 2024, Valgelon-La Rochette est catégorisée bourg rural, selon la nouvelle grille communale de densité à sept niveaux définie par l'Insee en 2022.
Elle appartient à l'unité urbaine d'Allevard, une agglomération inter-départementale regroupant neuf  communes, dont elle est ville-centre,,. Par ailleurs la commune fait partie de l'aire d'attraction de Valgelon-La Rochette, dont elle est la commune-centre,. Cette aire, qui regroupe 13 communes, est catégorisée dans les aires de moins de 50 000 habitants,.

## Histoire
Créée le 1er janvier 2019 par un arrêté préfectoral du 20 décembre 2018, la nouvelle commune est issue du regroupement des communes d'Étable et de La Rochette, qui deviennent des communes déléguées.

## Politique et administration
La commune est membre de la Communauté de communes Cœur de Savoie. La commune appartient au Territoire du Cœur de Savoie, qui regroupe une quarantaine de communes de la Combe de Savoie et du Val Gelon.

### Administration municipale
| Nom                 | Code Insee | Intercommunalité  | Superficie (km2) | Population (dernière pop. légale) | Densité (hab./km2) |
| ------------------- | ---------- | ----------------- | ---------------- | --------------------------------- | ------------------ |
| La Rochette (siège) | 73215      | CC Cœur de Savoie | 4,66             | 3 696 (2016)                      | 793                |
| Étable              | 73111      | CC Cœur de Savoie | 2,7              | 401 (2016)                        | 149                |

### Liste des maires
| Période        | Période                                         | Identité     | Étiquette | Qualité                                              |
| -------------- | ----------------------------------------------- | ------------ | --------- | ---------------------------------------------------- |
| 9 janvier 2019 | 28 octobre 2020 (annulation pour irrégularités) | André Durand | UDI       | expert-comptable, maire de La Rochette (2008 → 2018) |
| 12 mars 2021   | En cours                                        | David Ates   | SE        | fonctionnaire territorial                            |

### Jumelages et coopérations internationales
Commune jumelée avec Mömlingen (Allemagne) depuis 1992
L'origine des premiers échanges date de 1977. En effet, le nouveau groupe musical de Mömlingen, le Musik Verein Mömlingen, et l'Harmonie l'Union de La Rochette ont tissé des liens d'amitié et c'est à l'issue de plusieurs années d'échanges musicaux entre les villes que la procédure de jumelage a été initiée par les deux municipalités en 1992. 
Des échanges culturels, sportifs et scolaires sont ainsi organisés entre les deux villes depuis 1992. Une année, les jeunes Allemands viennent et l'autre les Français partent. Des liens forts se sont maintenant créés entre ces deux villes et d'année en année, de plus en plus de jeunes y participent.
Coopération active avec le Sénégal sur des projets structurants
Valgelon - La Rochette s'implique aux côtés de 7 communes françaises sur des projets locaux d'envergure au sein de la commune de Bandafassi au Sénégal. La maîtrise d’oeuvre du projet est confiée à l’association “Arcade, une terre pour vivre”. Il s’agit d’un projet global composé de nombreux volets : eau, assainissement, santé, promotion féminine, formation….

## Population et société

### Démographie
L'évolution du nombre d'habitants est connue à travers les recensements de la population effectués dans la commune depuis sa création.

En 2022, la commune comptait 4 185 habitants, en évolution de +2,15 % par rapport à 2016 (Savoie : +3,63 %, France hors Mayotte : +2,11 %).
| 2020  | 2022  |
| ----- | ----- |
| 4 175 | 4 185 |

Les habitants de la commune sont appelés les Rochettois.

### Enseignement
La commune est rattachée à l'académie de Grenoble.

## Économie

### Vie locale et tourisme
Valgelon la Rochette est une ville dynamique de par son tissu économique étendu et varié (entreprises industrielles et artisanales, commerces, services).
Le sport et la culture y occupent une place de choix : environ 70 Associations et Clubs mobilisent la ville et le canton dans différents domaines tels les sports et les loisirs, la solidarité, l’échange, l’art et la culture.
Parmi elles, le Comité des fêtes œuvre depuis de nombreuses années, grâce à ses bénévoles, pour animer la vie des rochettois en organisant tout au long de l’année différentes manifestations :  le carnaval en février/mars, la fête de la musique fin juin, les différents spectacles des estivales toutes les fins de semaine en juillet/août, la fête du 14 juillet (feu d’artifice et bal), la fête du lac début août (feu d’artifice, bal, restauration/buvette), le marché de noël début décembre. En 2024, les bénévoles du Comité des Fêtes ont également prêté main-forte aux organisateurs de l’ultra trail l’Echappée Belle pour le nouveau circuit de 42 km au départ de Valgelon la Rochette. 
Le tourisme est également un élément prépondérant de la vie locale : base de loisirs, piscine, terrain de camping. De nombreux chemins de randonnées ont leur point de départ depuis la commune. Le rayonnement touristique local est notamment porté par l’association Bien Vivre en Val Gelon | BVVG. 
La ville de Valgelon-La Rochette possède un collège, une école primaire et deux écoles maternelles. Le lycée général le plus proche se trouve à Pontcharra sur Bréda (Isère).

### Loisirs et infrastructures
La commune dispose de différentes infrastructures culture, sport et loisirs.

#### La Médiathèque Fabrice Melquiot
La médiathèque a ouvert ses portes en 2016. Elle s’intègre dans un quartier d'habitat à caractère social, à proximité d’un pôle culturel, associatif et sportif, d’établissements scolaires, des services à la Petite enfance.
La commune a souhaité la médiathèque comme un outil pour répondre aux besoins en matière d’accès à l’information et aux savoirs de tous les habitants du territoire :  rendre la lecture accessible à tous, en privilégiant l’accueil et l’écoute. L’équipement touche les habitants de Valgelon-La Rochette, mais plus largement la population de l’ex-canton de La Rochette.
La médiathèque met à disposition du public, des livres, revues, DVD, CD pour tous les âges,  des documents adaptés pour les personnes rencontrant des difficultés de lecture, des tablettes pour découvrir des applications, des liseuses, des lecteurs CD.

#### La piscine municipale
Construite en 1951, la piscine de Valgelon-La Rochette est alors la 3ième piscine municipale de Savoie. Depuis, chaque année, elle accueille les habitants du Val Gelon et les touristes pendant la période estivale.
Elle dispose d'un grand bassin de 25m, d'un petit bassin et d'une pataugeoire. Des cours de natation et de plongée y sont proposés tout l’été. Un club nautique accueille enfants et adultes pour des cours collectifs, loisirs et compétition. 

#### Tissu économique
La commune jouit d’une renommée historique en matière de dynamisme économique. 

##### Un marché hebdomadaire depuis plus de 700 ans
Son marché hebdomadaire entretient cette image de commune commerçante.
Connu et reconnu sur l’ensemble du territoire savoyard, le grand marché de Valgelon-La-Rochette accueille chaque mercredi jusqu’à une centaine d’exposants selon les saisons. Commerçants et artisans du terroir proposent des produits du savoir-faire local (fromages, crèmerie, viandes et charcuterie, produits torréfiés, …), des fruits et légumes en circuits courts, dont bio, des plats « faits-maison » plébiscités par les papilles tant des rochettois que des habitants des localités voisines ou des touristes de passage. 

##### Un tissu industriel préservé
Son tissu industriel reste actif malgré des évolutions structurelles et conjoncturelles impactantes. Y sont implantées des entreprises de renommée nationale ou internationale.
Un  parc d'activité, le parc du Héron, a vu le jour en telle année [Laquelle ?]. Il regroupe une soixantaine d’industries et artisans et a vocation à permettre un développement économique créateur de synergies entre les différents acteurs, notamment pour leurs salariés respectifs (covoiturage, crèches, restaurants,…). 
Des entreprises rochettoises ont développé une renommée qui va bien au delà de la commune. 
- Pain de Belledonne Bio

Fondée en 1991, Pain de Belledonne a débuté comme une boulangerie artisanale biologique en Savoie, tirant parti de la vitalité de la région et de la qualité exceptionnelle de son eau de source d'altitude, des éléments propices à la fabrication d'un pain au levain de haute qualité.
Trente-quatre ans plus tard, l'entreprise reste fidèle à ses valeurs fondamentales, tout en ayant diversifié ses activités pour inclure une biscuiterie et une chocolaterie-confiserie. Aujourd'hui, Pain de Belledonne emploie une centaine de collaborateurs et commercialise ses produits dans toute la France. Elle dispose également d'une boutique à La Croix de La Rochette, offrant une vaste gamme de produits.
- Entreprise Raffin

La société Henri Raffin créée le 1er janvier 1956 a comme activité la préparation industrielle de produits à base de viande. Cette entreprise familiale a évolué en Entreprise de taille intermédiaire et possède aujourd’hui entre 250 à 499 salariés.
Elle propose aujourd’hui une palette de charcuterie du terroir français et notamment du terroir savoyard. Elle s’engage dans une démarche éco-responsable en établissant des relations durables avec les éleveurs de la région, une réduction des emballages, et un investissement dans la vie locale.
- Les cartonneries

À La Rochette, rares sont ceux qui n’ont pas de lien avec les Cartonneries qui ont vu défiler dans leurs murs plusieurs générations d’habitants.
En 1855, il existait une usine à pâte à papier, apparenté à un moulin. Maurice Franck, d’origine alsacienne, l’achète en 1880 et en devient le directeur. En 1896, il y a une vingtaine d’ouvriers et Maurice Franck décide de fabriquer du carton (valises, cartons à chaussures…). C’est la naissance des Cartonneries de la Rochette. En 1927, la famille Franck achète la forêt de Saint-Hugon. L’usine est prospère et le nombre d’ouvriers ne cesse d’augmenter. Le groupe des Cartonneries de la Rochette Cenpa, créé en 1960, devient le second de France. Par la suite, la cartonnerie et la caisserie se séparent à la suite des difficultés créées par le choc pétrolier de 1973, et en 1984, la fermeture du site est annoncée.
Après un an pendant lequel la cartonnerie tourne sans patron, un groupe canadien, « Cascades » l’achète. En 2016, a lieu l’intégration de l’Italien Reno de Medici et l’usine prend le nom de RDM. Un fonds d’investissement allemand, Mutares, rachète le site en 2021 et fonde la société Cartonboard SAS.
C’est aujourd’hui le principal fabriquant français de production d’emballages en carton. L’usine emploie environ 300 personnes.
- Des activités motrices du développement économique, aujourd'hui disparues

Les gorges du Per et le moulin Pompée
En 1920, les frères Pompée installent un barrage et un moulin sur le Gelon, qui permet d’alimenter en électricité les villages d’Étable et de Rotherens. Le paiement était proportionnel au nombre de lampes.
Les Tanins Rey – La Seytaz
Avant 1715 il existait une tannerie, préfiguration de celles de la famille Rey. Pendant des décennies, la famille Dallière en assura l’exploitation. François Dallière acquiert en 1723 les moulins de la Seytaz (scierie en patois). La scierie fut exploitée par Pierre Albert Rey. Pour utiliser les nombreux débris de chênes et de châtaigniers, il eut l’idée d’en faire du tanin, très demandé dans les tanneries, à une époque où le cuir était très employé : sellerie – chaussures – transports, etc. En 1930, la demande de tanin est en baisse et l’activité réduite de moitié, pour disparaître en 1957.
Il ne reste aujourd’hui de la Seytaz que quelques bâtiments rénovés dont l’architecture typique du XIXe siècle rappelle l’époque des tanins.

## Culture locale et patrimoine

### Lieux et monuments
- Château de La Rochette[10], château fort du XIe siècle, détruit au XVIIIe siècle, puis au siècle suivant ;
- l'église Saint-Jean-Baptiste ;
- l'église Saint-Laurent, église romane (restauration du clocher au XVIIIe siècle)[11] ;
- le musée Saint-Jean (écomusée), à La Rochette, consacré aux vieux métiers et à l'histoire du Val Gelon.